# Triaenogryllacris triaena
Triaenogryllacris triaena is een rechtvleugelig insect uit de familie Gryllacrididae. De wetenschappelijke naam van deze soort werd voor het eerst geldig gepubliceerd in 1929 door Karny als Gryllacris triaena.